# 내 비밀친구 햄찌
《내 비밀친구 햄찌》는 KBS과 브릭 스튜디오가 만든 대한민국 교육 애니메이션으로, KBS 1TV에서 1부는 2022년 10월 15일부터 12월 31일까지 방영했고,  2부는 2023년 3월 18일부터 6월 17일까지 방영했다.

## 방송 일시
| 방송 채널 | 방송일                       | 방송 시간 |
| KBS 1TV   | 2022년 10월 15일 ~ 12월 31일 | 종료      |
| KBS 1TV   | 2023년 3월 18일 ~ 6월 17일   | 종료      |

## 줄거리
올해 중학생이 된 소녀인 한가영! 어느 날 가영이 앞에 말하는 햄스터들이 나타난다. 이성적이고 똑똑한 '햄또'와 감성적이고 사랑스러운 '햄찌'. 그들과 함께 하는 가영의 예측 불가능한 일상이 펼쳐진다!

## 등장인물
- 한가영
- 햄찌
- 햄또
- 이소진
- 박지현
- 오세라
- 한도영
- 지은호
- 김혜미
- 양은주

## 목소리 출연
- 방연지: 한가영, 햄찌
- 이지현: 햄또, 이소진, 오세라, 박지현, 지은호
- 이상호: 아빠, 한도영(오빠), 선생님, 은주 아빠, 교장 선생님, 병원 원장, 면접장
- 김채하: 양은주, 김혜미, 은호 친누나, 신다정, 면접장

### OST
- April Love Sherie : 오프닝

- 양광섭, 지준석(YJ사운드) : 엔딩
- KBS미디어 : 발매

## 제작진
- 책임프로듀서: 김자현
- 프로듀서: 이순주(1화), 목훈(1~26화)
- 원작: 브릭 스튜디오
- 기획: KBS, 브릭 스튜디오
- 감독: 정민형, 나승하
- 각본: 우경민
- 콘셉트아티스트: 이유경, 김규리(14~26화)
- 스토리보더: 김혜경, 이채영, 김민경(1~13화) → 서유진(14~26화)
- 애니메이터: 김민경(14~26화), 박은주, 이어진, 전유라, 김은지, (박시형, 김민주, 김지은 14~26화)
- 레이아웃: 민동주
- 배경아티스트: 김다운
- 디자인: 김규리(1~13화) → (김경희, 이지현 14~26화)
- 음악:  양광섭(YJ사운드)
- 사운드: 지준석(YJ사운드)
- 주제가 녹음: 이메진뮤직
- 주제가 녹음 오퍼레이터: 이민호, 강유진
- 주제가 기타녹음 : 지준석
- 주제가 베이스녹음 : 송봉
- 홈페이지: KBS미디어, 김하늘(14~26화)
- 종합편집: 조경익
- 자막디자인: 황은서
- 조연출: 차한결
- 연출: 목훈
- 공동제작: KBS, Brick Studio
- 배급, 제공: 브릭 스튜디오, KBS미디어(OST)
- 저작권: 2022 ~ 2023 KBS, 브릭 스튜디오 All rights reserved.

## 방영 목록
| 회차       | 제목              | 방송 일자        |
| ---------- | ----------------- | ---------------- |
| 1          | 가영이의 짝사랑   | 2022년 10월 15일 |
| 2          | 두근두근 첫 등교  | 2022년 10월 22일 |
| 3          | 가영 VS 오빠      | 2022년 10월 29일 |
| 4          | 동영상 대소동     | 2022년 11월 5일  |
| 5          | 무서운 친구       | 2022년 11월 12일 |
| 6          | 가짜 아니라고!    | 2022년 11월 19일 |
| 7          | 소진이의 짝사랑   | 2022년 11월 26일 |
| 8          | 장래희망          | 2022년 12월 3일  |
| 9          | 세라를 무너뜨려라 | 2022년 12월 10일 |
| 10         | 인생 4칸          | 2022년 12월 17일 |
| 11         | 빨간 내복 대소동  | 2022년 12월 24일 |
| 12         | 욕심              | 2022년 12월 30일 |
| 13         | 가영이의 짝사랑 2 | 2022년 12월 31일 |
| 14         | 두근두근 축제 1   | 2023년 3월 18일  |
| 15         | 두근두근 축제 2   | 2023년 3월 25일  |
| 16         | 두근두근 축제 3   | 2023년 4월 1일   |
| 17         | 혼돈의 사각관계   | 2023년 4월 8일   |
| 18         | 고백              | 2023년 4월 15일  |
| 19         | 첫 데이트         | 2023년 4월 29일  |
| 20         | 아빠 VS 남자친구  | 2023년 5월 6일   |
| 21         | 세라의 오디션 1   | 2023년 5월 13일  |
| 22         | 세라의 오디션 2   | 2023년 5월 20일  |
| 23         | 도둑              | 2023년 5월 27일  |
| 24         | 뽀뽀가 궁금해     | 2023년 6월 3일   |
| 25         | 은주의 비밀       | 2023년 6월 10일  |
| 최종화(26) | 불청객            | 2023년 6월 17일  |

## 결방 및 편성안내
- 2023년 4월 22일: 한국인의 밥상의 재방송으로 인해 결방했다.